# Gorna Ǵonovitsa
Gorna Ǵonovitsa (en macédonien Горна Ѓоновица) est un village du nord-ouest de la Macédoine du Nord, situé dans la municipalité de Gostivar. Le village comptait 8 habitants en 2002.

## Démographie
Lors du recensement de 2002, le village comptait :
- Macédoniens : 8